# Championa suturalis
Championa suturalis là một loài bọ cánh cứng trong họ Cerambycidae.